# Pomnik Wilhelma I w Szczecinie
Pomnik Wilhelma I – pomnik konny króla pruskiego i cesarza niemieckiego Wilhelma I Hohenzollerna, znajdujący się dawniej w Szczecinie u zbiegu Placu Parad (Paradeplatz; ob. Aleja Niepodległości) i Placu Królewskiego (Königsplatz; ob. Plac Żołnierza Polskiego). Zburzony w 1945 roku.

## Historia
Wykonany z brązu pomnik odsłonięto 1 listopada 1894 roku. Został zaprojektowany przez Karla Hilgersa i odlany przez berlińską firmę Schäffer und Walker. Sfinansowano go ze składek szczecińskiego mieszczaństwa. Cesarz ukazany został na koniu, w mundurze i hełmie z pióropuszem na głowie. Boki utrzymanego w stylistyce neogotyckiej kamiennego cokołu ozdobiono scenami historycznymi, zaś w jego narożnikach umieszczono brązowe figury żołnierzy.
Figury żołnierzy z cokołu zostały zdjęte i przetopione podczas II wojny światowej. Sam pomnik cesarza został zrzucony na ziemię przez polskich mieszkańców 31 lipca 1945 i wywieziony do Danii, gdzie złom zużyto do odlania repliki zniszczonego przez Niemców warszawskiego pomnika księcia Józefa Poniatowskiego.
W 1950 roku na jego miejscu odsłonięty został Pomnik Wdzięczności dla Armii Radzieckiej (usunięty w 2017).